# Oreophryne geislerorum
Oreophryne geislerorum és una espècie de granota que viu a Papua Nova Guinea.